# Wolfgang Eibl
Wolfgang Eibl (* 5. Jänner 1953 in Salzburg) ist ein österreichischer Fotograf, Maler und Schriftsteller.

## Leben
Wolfgang Eibl schloss 1975 eine Ausbildung zum Lithografen ab. Seit 1. Juli 1991 ist Eibl als freischaffender Künstler tätig. 1993 entwickelte er bei einer Begegnung mit Othmar Eder in Paris die Realisierung des wöchentlichen Austausches von Kunst als Postkarte. 2011 wurde Eibl in die Grazer Autorenversammlung aufgenommen.

## Auszeichnungen
- 1979 Österreichischer Staatspreis für Fotografie
- 1995 April und Mai Stadtkünstler in Gmünd in Kärnten
- 2004 Slavi-Soucek-Preis für Druckgrafik der Salzburger Landesregierung

## Ausstellungen
- 1985 Romanischer Keller, Salzburg
- 1990 Galerie Slavi, Grödig bei Salzburg
- 1992 Verschlusssache Kunst, Neue Residenz, Salzburg
- 1994 Galerie Jaspers, München
- 1994 Bildungszentrum St. Virgil Salzburg
- 1995 Kunstschalter, Ulm
- 1995 Galerie Rosegg, Kärnten
- 1997 Galerie 3, Klagenfurt am Wörthersee, Kärnten
- 2003 Literaturhaus Salzburg
- 2003 landschaft.black.elephant.eibl 1Blick. Kunst im Vorhaus, Hallein[2]
- 2003 Kunsttreppe, Winterthur, Schweiz
- 2005 Galerie im Traklhaus, Salzburg
- 2005 Kunstverein, Horn
- 2006 Galerie der Stadt Salzburg im Museumpavillon im Mirabellgarten
- 2012 Galerie Treiber, Wien
- 2013 Postkarten. 1986 – 2012. Literaturhaus Salzburg[3]
- 2016 flowersinlove 1Blick. Kunst im Vorhaus, Hallein

## Publikationen
- Kopfleben. Ein Bilderbuch mit Texten. Wolfgang Eibl, Neumarkt am Wallersee 1984, 127 Seiten.
- Wolfgang Eibl: Handzeichen. Texte und Illustrationen, Wolfgang Eibl, Neumarkt am Wallersee 1988, 127 Seiten.
- Fußnoten. 1990.
- 50 PLUS. portraitsandpoems. Hadernverlag, Salzburg 2003, ISBN 3-901451-04-8.
- Bilder. 1985 - 2005. Galerie der Stadt Salzburg, Ausstellungskatalog, Wolfgang Eibl, Salzburg 2006.
- Budapest Poems. 2009.
- ausdeminnerenmeineskörpers. Postkarten. 1986 - 2012. Ausstellung Jänner – März 2013 im Literaturhaus Salzburg, 90 ausgewählte Postkarten im Ausstellungskatalog, Wolfgang Eibl, Salzburg 2013.